# (464253) 2015 DV156
(464253) 2015 DV156 es un asteroide perteneciente al cinturón de asteroides, descubierto el 10 de diciembre de 2005 por el equipo Spacewatch desde el Observatorio Nacional de Kitt Peak (Arizona, Estados Unidos).